# Kostel svatého Oldřicha (Loučovice)
Kostel svatého Oldřicha leží při cestě z Vyššího Brodu do Přední Výtoně. Zvláštností je existence druhého kostela, respektive kaple sv. Prokopa na protějším břehu. Kostely stojí o samotě a nevázala se k nim žádná soustředěná zástavba. Kostel nachází na okraji obce Loučovice na pravém břehu řeky Vltavy.

## Stavební fáze

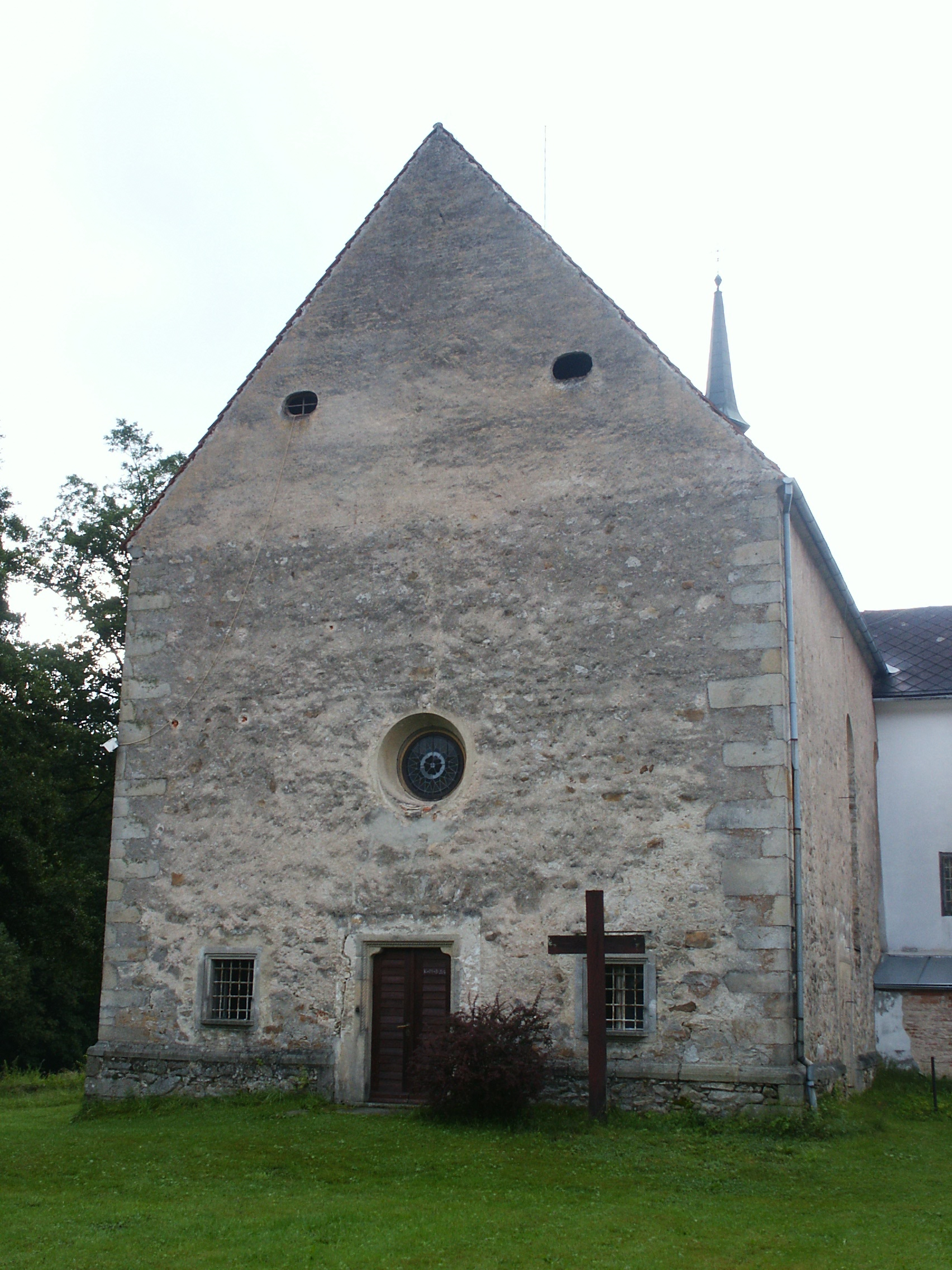
Pohled na kostel zepředu

Na místě současného kostela stála kaple sv. Theobalda, kterou v roce 1361 založil Oldřich z Rožmberka. Stavba nynějšího kostela byla plánována již kolem roku 1489, kdy se podařilo získat odpustkovou listinu umožňující shromáždit potřebné prostředky. V 90. letech 15. století postavil Mistr hořického presbytáře na místě starší kaple pozdně gotický kostel, který zůstal nedokončen, neboť nikdy nebyla realizována plánovaná klenba kněžiště. Kostel údajně vyhořel v 16. století a byl opravován v letech 1640–1644.

## Stavební podoba
Kostel je plochostropý s obdélnou lodí, polygonálně ukončeným kněžištěm o jednom klenebním poli. Na jižní straně přiléhá ke kněžišti čtvercová sakristie. Z pláště kněžiště vystupují na hranách polygonu velmi subtilní a tvarově bohatě členěné opěrné pilíře. Pět původně dvoudílných lomených oken má rekonstruované, zřejmě novogotické kružby. Stěny kněžiště člení v interiéru klenební přípory. Na základě srovnání tvarosloví příbuzných staveb lze předpokládat, že zde měla být vložena síťová hvězdová klenba. Kněžiště je s lodí spojeno širokým lomeně klenutým triumfálním obloukem. Loď s rovným stropem osvětlují dvě okna. Interiér byl přístupný pravoúhlým portálem od jihu, který je dnes zazděn. Vstup do kostela vede západním portálem.

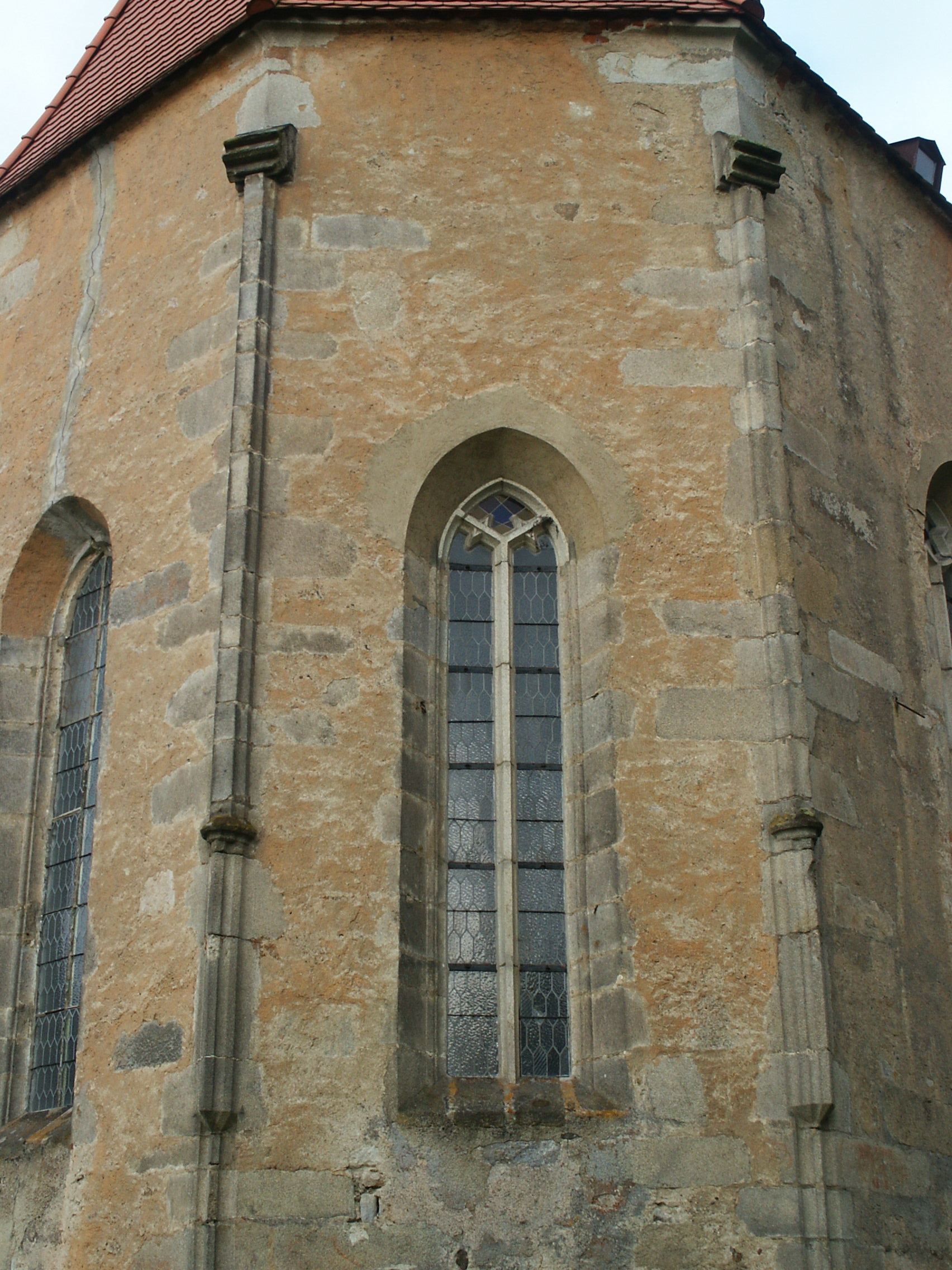
Okno kostela